# Bataille de la Marne (1914)
Pour la seconde bataille de la Marne, voir bataille de la Marne (1918).
Première Guerre mondiale
Batailles
Front d'Europe de l’Ouest
- Liège (8-1914)
- Namur (8-1914)
- Frontières (8-1914)
- Anvers (9-1914)
- Grande Retraite (9-1914)
- Marne (9-1914)
- Course à la mer (9-1914)
- Yser (10-1914)
- Messines (10-1914)
- Ypres (10-1914)
- Givenchy (12-1914)
- 1re Champagne (12-1914)
- Hartmannswillerkopf (1-1915)
- Neuve-Chapelle (3-1915)
- 2e Ypres (4-1915)
- Colline 60 (4-1915)
- Artois (5-1915)
- Festubert (5-1915)
- Quennevières (6-1915)
- Linge (7-1915)
- 2e Artois (9-1915)
- 2e Champagne (9-1915)
- Loos (9-1915)
- Verdun (2-1916)
- Redoute Hohenzollern (3-1916)
- Hulluch (4-1916)
- 1re Somme (7-1916)
- Fromelles (7-1916)
- Arras (4-1917)
- Vimy (4-1917)
- Chemin des Dames (4-1917)
- 3e Champagne (4-1917)
- 2e Messines (6-1917)
- Passchendaele (7-1917)
- Cote 70 (8-1917)
- 2e Verdun (8-1917)
- Malmaison (10-1917)
- Cambrai (11-1917)
- Bombardements de Paris (1-1918)
- Offensive du Printemps (3-1918)
- Lys (4-1918)
- Aisne (5-1918)
- Bois Belleau (6-1918)
- 2e Marne (7-1918)
- 4e Champagne (7-1918)
- Château-Thierry (7-1918)
- Le Hamel (7-1918)
- Amiens (8-1918)
- Cent-Jours (8-1918)
- 2e Somme (9-1918)
- Bataille de la ligne Hindenburg
- Meuse-Argonne (10-1918)
- Cambrai (10-1918)

Front italien
Front d'Europe de l’Est
Front des Balkans
Front du Moyen-Orient
Front africain
Bataille de l'Atlantique
La première bataille de la Marne, souvent identifiée comme « la bataille de la Marne », a eu lieu lors de la Première Guerre mondiale, du 5 septembre au 12 septembre 1914  , mais la plupart des historiens la font finir le 9 septembre quand l'ordre de la retraite est donné aux troupes allemandes ; entre d'une part l'armée allemande et d'autre part l'armée française et le corps expéditionnaire britannique. Cette bataille est parfois nommée le miracle de la Marne : le gouvernement français a quitté la capitale pour se réfugier à Bordeaux à la demande de Joffre ne voulant pas engager les gros des forces armés dans la protection de Paris,  les uhlans ont été aperçus à 20 kilomètres de Paris.  En effet, le général Kluck ne suit pas le plan Schlieffen qui prévoyait un contournement de Paris par l'ouest. Il a préféré  poursuivre l’armée française, sans en avertir Moltke en passant par l'est de Paris, en espérant vaincre complétement l'armée française en retraite. En faisant cette manœuvre , il a exposé son flan aux troupes sous le commandement de Gallieni : la VI éme armée du général Maunoury  . Gallieni persuade Joffre de changer son plan d'établissement d'un front sur la Seine et l'Aube et de faire retourner les troupes au combat. 
Les combats se déroulent le long d'un arc-de-cercle de 225 km à travers la Brie, la Champagne et l'Argonne, limités à l'ouest par le camp retranché de Paris et à l'est par la place fortifiée de Verdun. Ce champ de bataille est subdivisé en plusieurs batailles plus restreintes : à l'ouest les batailles de l'Ourcq et des deux Morins, au centre les batailles des marais de Saint-Gond et de Vitry, et à l'est la bataille de Revigny. La bataille donne lieu à un célèbre épisode : celui des « taxis de la Marne ».
Au cours de cette bataille décisive, les troupes franco-britanniques arrêtent puis repoussent les Allemands, mettant ainsi en échec le plan Schlieffen (revu par Moltke) qui prévoyait l'invasion rapide de la France en passant par la Belgique, pour éviter les fortifications françaises et ensuite rapatrier le gros des troupes sur le front de l'Est. 
La retraite allemande se termine sur la rive droite de l'Aisne dès le 14 septembre, ce qui déclenche la bataille de l'Aisne.

## Prélude à la bataille
La situation militaire au début de la Première Guerre mondiale est favorable aux forces armées allemandes, qui viennent de remporter pendant la seconde partie du mois d'août 1914 une série de victoires sur tous leurs adversaires, que ce soit sur le front de l'Ouest en Lorraine (bataille de Morhange le 20 août 1914) ou en Belgique (batailles des Ardennes du 21 au 23 août, de Charleroi du 21 au 23 et de Mons le 23), comme sur le front de l'Est (bataille de Tannenberg du 26 au 29 août).

« Les armées allemandes sont entrées en France, de Cambrai aux Vosges, après une série de combats continuellement victorieux. L'ennemi, en pleine retraite, n'est plus capable d'offrir une résistance sérieuse. »

— Communiqué allemand du 27 août 1914.
De son côté, le communiqué français du même jour annonce que « dans le Nord, les lignes franco-anglaises ont été légèrement ramenées en arrière. », celui du 29 août au soir évoque la retraite à mots couverts : « la situation de notre front, de la Somme aux Vosges, est restée aujourd'hui ce qu'elle était hier. Les forces allemandes paraissent avoir ralenti leur marche ».

### Grande Retraite
Si sur le plateau lorrain et dans les Vosges, l'armée française arrête sa retraite dès le 23 août et arrive à tenir ses positions face aux attaques allemandes (bataille de la trouée de Charmes du 24 au 26 août), toutes les unités françaises et britanniques qui s'étaient avancées en Belgique battent en retraite à partir du soir du 23 août.

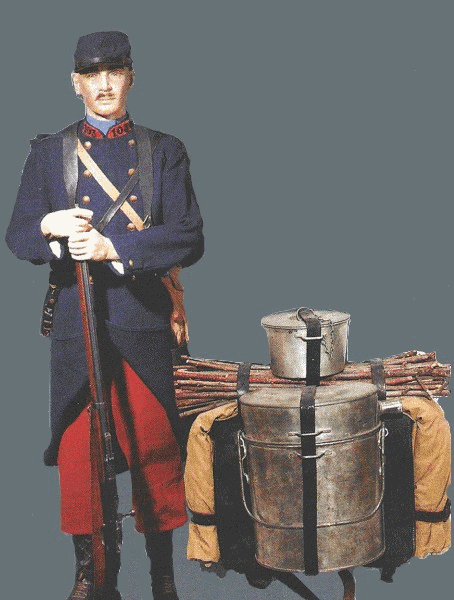
Un soldat français, son arme et son sac à dos : en plus de son fusil (4.4 kg), il doit porter un sac de 8.3 kg.

Une telle retraite s'explique par la disproportion des forces entre les Allemands et les Franco-Britanniques : l'État-Major allemand a choisi de masser face à la Belgique et au Luxembourg la majorité de ses unités, soit 59 divisions (soit un total de 1 214 160 combattants) regroupées au sein de cinq armées (numérotées de I à V) formant l'aile droite allemande, tandis que la défense de l'Alsace-Lorraine était confiée à une aile gauche plus faible avec 16 divisions (soit 402 000 combattants) regroupées dans deux armées (nos VI et VII). En comparaison, les Français n'avaient prévu initialement de déployer lors de leur mobilisation que les 16 divisions (soit 299 350 hommes) de la 5e armée face à la Belgique, rapidement renforcées jusqu'à compter 45 divisions (soit 943 000 hommes) au moment de la bataille des Frontières, grâce à l'envoi des 3e et 4e armées françaises ainsi que du corps expéditionnaire britannique.
Dominées numériquement et en danger d'être contournées par le flanc, les armées franco-britanniques repassent rapidement la frontière franco-belge pour se réfugier en France, puis foncent vers le sud-sud-ouest : cette retraite franco-britannique s'éternise pendant quinze jours, jusqu'au début du mois de septembre, moment où les troupes arrivent à hauteur de Paris.

« On a vu déjà les effets dissolvants de ces marches en retraite répétées, le plus souvent de nuit [...]. Effectifs fondus, nombreux traînards tombés aux mains de l'ennemi, bagages perdus, fusils et canons enlevés et, surtout, disparition du moral de la troupe ; tels étaient les résultats des retraites effectuées ces derniers jours par nos différentes armées. »

— État des lieux par le général Gallieni, au tout début de septembre 1914.

### Redéploiement français

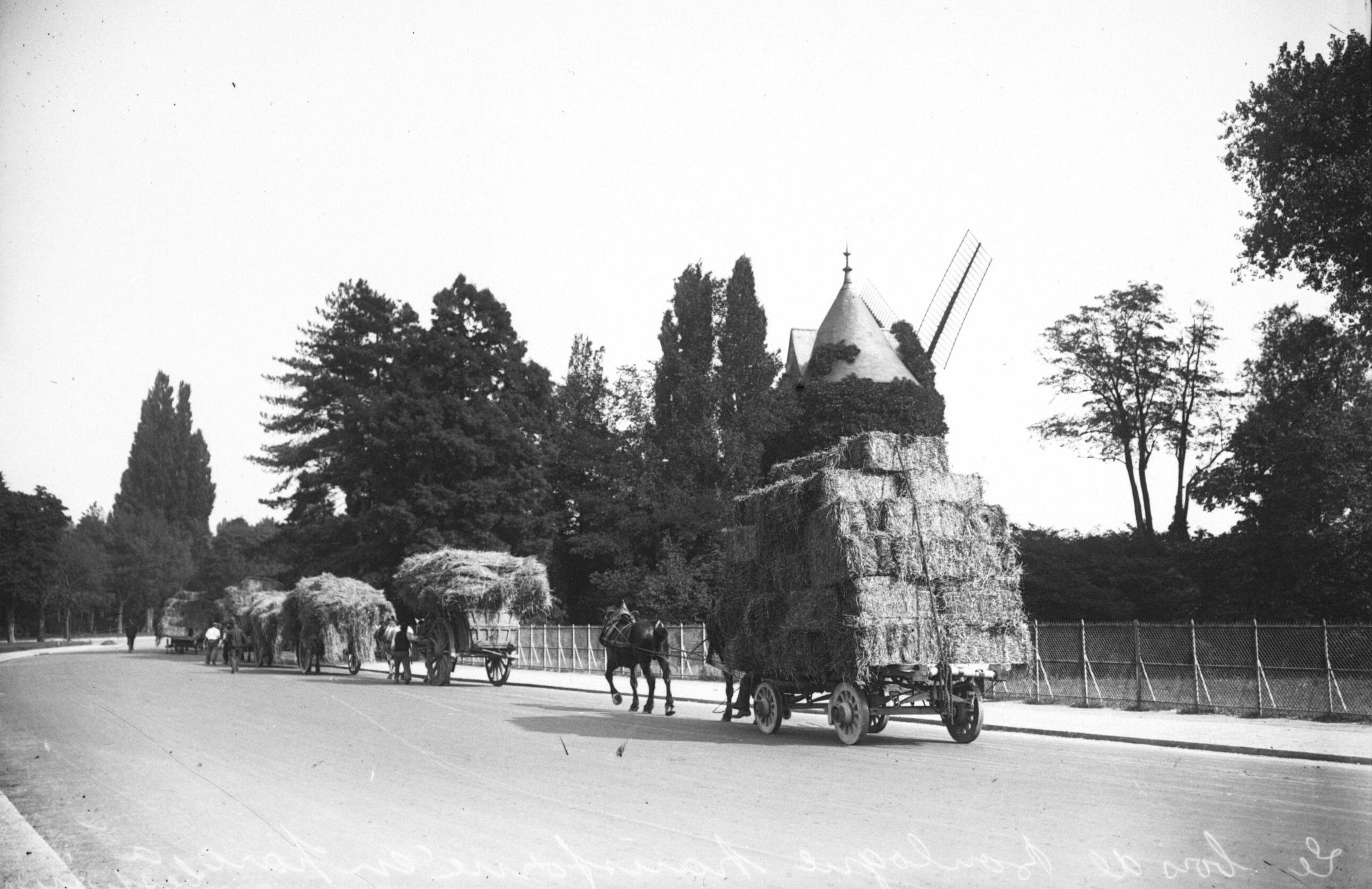
Convoi de fourrage arrivant dans le bois de Boulogne, où sont parqués des troupeaux de bovins : le camp retranché de Paris se prépare en catastrophe à un siège, rappelant celui de 1870.

Situation à la fin d'août 1914 : l'aile droite allemande a traversé la Belgique et le Nord de la France jusqu'à l'Aisne, tandis que les offensives françaises en Alsace-Lorraine et dans l'Ardenne ont échoué.

Le commandant en chef français, le général Joffre, garde malgré tout l'espoir d'un rétablissement, et dans son rapport au ministre de la Guerre Adolphe Messimy, il affirme que l'armée française peut encore lancer une contre-attaque victorieuse. Il rejette la responsabilité de la défaite et des replis sur ses subalternes, critiquant ses généraux qu'il estime ne pas avoir été assez offensifs. Il prend des sanctions et limoge ceux qu'il juge incompétents, y compris les commandants d'armée tel que les généraux Ruffey (3e armée, remplacé le 30 août par Sarrail) et Lanrezac (5e armée, remplacé le 5 septembre par Franchet d'Espèrey). Aux échelons inférieurs, c'est un total de huit commandants de corps d'armée et 38 de division qui sont « limogés » par Joffre entre le 10 août et le 6 septembre.
Toutefois, Joffre est aussi conscient du fait qu'il doit d'abord céder du terrain. Il ordonne donc dès la fin d'août aux armées françaises en retraite d'opérer des contre-attaques localisées et très temporaires pour retarder un peu la poursuite allemande et gagner du temps : la IVe armée allemande est ainsi contre-attaquée par la 4e française le 27 autour de Sedan, puis la IIIe allemande à Signy-l'Abbaye, enfin la IIe armée allemande par la 5e française le 29 autour de Saint-Quentin et de Guise (bataille de Guise le 29 août).
Le 25 août, l'État-Major français prévoit d'arrêter la retraite derrière la Somme et l'Aisne. Six divisions sont prélevées sur le front d'Alsace-Lorraine et envoyées à partir du 27 août par chemin de fer en renfort autour de Péronne, d'Amiens et de Montdidier, regroupées au sein de la 6e armée créée pour l'occasion. Mais le débarquement de ces troupes est menacé dès le début de l'opération par l'approche des unités de cavalerie allemandes : le projet de bataille sur la ligne Somme-Aisne est annulé le 31 août et la 6e armée se joint à la retraite.
Le 2 septembre, Joffre annonce à ses commandants d'armée son projet de rétablissement le long de la Seine et de l'Aube, y comptant s'y fortifier et recompléter les troupes (par des envois des dépôts) avant de passer à l'offensive. L'intervalle entre les 5e et 4e armées françaises est comblé dès le 29 août par l'envoi de huit divisions prélevées ailleurs, créant ainsi la 9e armée le 5 septembre ; l'intervalle entre la 5e armée et l'armée britannique est colmaté par deux divisions de cavalerie. Tous ces renforts arrivent par des voies ferrées, utilisées comme rocade pour faire une manœuvre par les lignes intérieures, ce qui permet le renforcement de l'aile gauche française : de 45 divisions le 23 août, elle passe à 57 le 6 septembre puis à 70 le 9 septembre.

### Poursuite par les Allemands

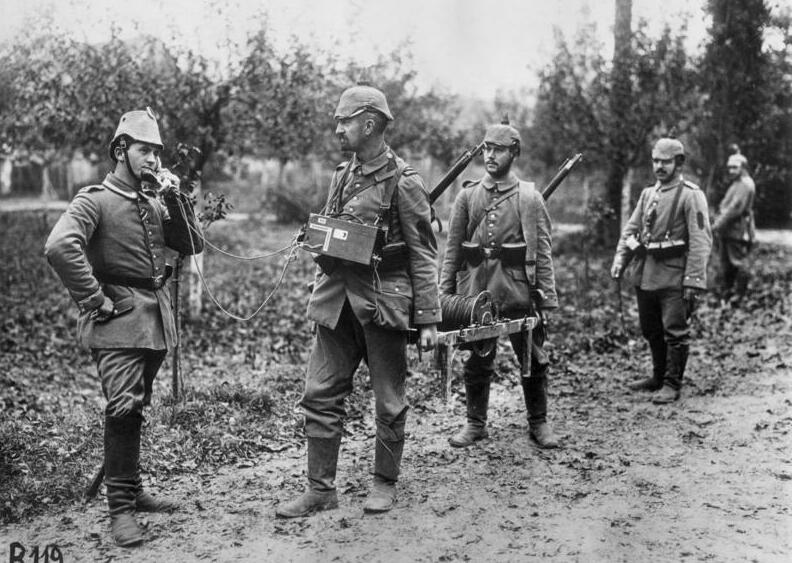
Les transmissions entre l'OHL et ses armées, notamment la Ire, sont difficiles : l'aile droite avance trop vite pour que la transmission filaire soit assurée, tandis que les postes de radio ont une faible portée.

Côté allemand, l'aile droite s'est lancée immédiatement après ses victoires de la bataille des Frontières à la poursuite des Français et des Britanniques, les divisions de cavalerie allemandes en tête. Cette poursuite est menée le plus rapidement possible : les étapes réalisées atteignent 40 à 45 km par jour pour la Ire armée allemande, la plus à l'ouest, dans l'espoir de rattraper leurs adversaires. Le 27 août, le chef de l'État-Major allemand, le général von Moltke, envoie à ses commandants d'armée une Directive générale mentionnant la possibilité d'un rétablissement français sur l'Aisne ou la Marne, et ordonnant les axes de marche suivant :

« Sa Majesté ordonne que l'armée allemande se porte en direction de Paris : la Ire armée, avec le deuxième corps de cavalerie, marchera à l'ouest de l'Oise, vers la basse-Seine. La IIe armée, avec le premier corps de cavalerie, poussera entre La Fère et Laon sur Paris […]. La IIIe […] progressera entre Laon et Guignicourt, sur Château-Thierry […]. La IVe […] marchera, par Reims, sur Épernay […]. La Ve […] s'avancera vers la ligne Châlons-Vitry […]. Verdun sera investi. […] Si l'ennemi oppose une forte résistance sur l'Aisne et ultérieurement sur la Marne, il pourra être nécessaire de faire converger les armées de la direction du sud-ouest dans la direction du sud. »

— Directive générale du commandement Suprême pour la continuation des opérations du 27 août.
La composition des cinq armées de l'aile droite allemande a évolué depuis la mobilisation du début d'août, par la réaffectation de plusieurs unités. Six divisions sont laissées en arrière pour assurer la prise des places fortes adverses (d'une part les IIIe et IXe corps de réserve au siège d'Anvers, d'autre part le VIIe de réserve et une brigade du VIIe corps au siège de Maubeuge) ou en mission d'occupation (une brigade du IVe corps de réserve à Bruxelles, ainsi que quatre brigades de Landwehr à Liège et Namur). S'y rajoute le transfert par chemin de fer de quatre autres divisions vers le front de l'Est (le corps de réserve de la Garde et le XIe corps d'armée libérés par la prise de Namur le 25 août). En conséquence, le total des forces allemandes engagées à l'ouest de Verdun le 5 septembre est de 44 divisions d'infanterie et de 7 divisions de cavalerie, soit environ 900 000 hommes et 2 928 canons.
Le 30 août, la Ire armée allemande, répondant à l'appel à l'aide de la IIe attaquée à Guise, marche vers le sud-sud-est au lieu du sud-ouest ; Moltke valide ce choix le soir même, ordonnant la conversion de l'aile vers le sud, en évitant Paris : la Ire désormais sur Meaux, la IIe sur Épernay et la IIIe sur Châlons. Le 2 septembre à 23 h 37, l'OHL envoie l'ordre suivant : « Intention du Commandement Suprême est de refouler les Français en direction du sud-est en les coupant de Paris. Ire armée suivra la IIe en échelon et assurera en outre couverture du flanc des armées ».

« Anglais et Français […] étaient une proie qui s'offrait aux coups des Allemands et qu'il fallait saisir avant qu'ils aient pu s'arrêter, se fortifier et se reconstituer. On s'occuperait de Paris ensuite. Mais cette opération obligeait les Allemands à défiler, à 40 kilomètres environ, à l'est du camp retranché : c'était montrer un mépris non déguisé pour l'armée de Paris et, j'ajouterai, pour son chef. »

— Le général Gallieni, gouverneur militaire de Paris.

### Prise d'initiative

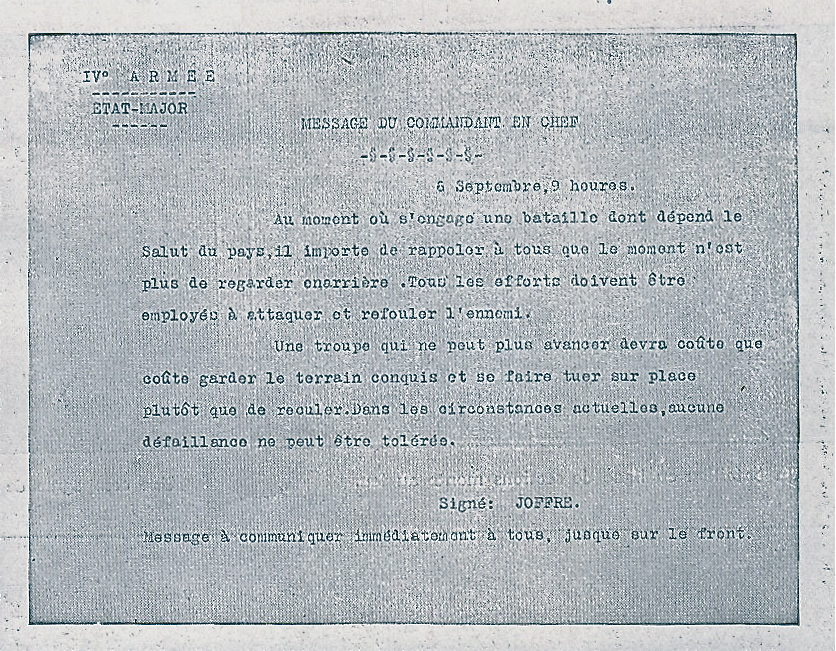
Fac-similé de l'ordre du jour du général Joffre, daté du 5 septembre 1914.

Le 3 septembre, des aviateurs français découvrent que les colonnes de la Ire armée allemande infléchissent leur marche vers le sud-est et ne marchent donc plus droit sur Paris. Ces aviateurs en avertissent un officier, qui se trouve être Alfred Dreyfus. Ce dernier les laisse avertir directement l'État-Major malgré son grade supérieur ; l'information est confirmée par les reconnaissances de cavalerie le 4 au matin.
Le 4, le général Gallieni, gouverneur militaire de Paris, donne ordre à la 6e armée française (alors sous ses ordres) de se redéployer au nord-est de Paris et de marcher vers l'est entre l'Ourcq et la Marne, prenant ainsi l'initiative d'engager la bataille. Le commandant en chef Joffre, qui voulait attendre quelques jours de plus, est convaincu par une discussion par téléphone et donne ordre le 4 au soir à toutes les armées françaises de se préparer à faire front : « Il convient de profiter de la situation aventurée de la Ire armée allemande pour concentrer sur elle les efforts des armées alliées d'extrême gauche. Toutes dispositions seront prises dans la journée du 5 septembre en vue de partir à l'attaque le 6. » Le 5 au matin, cet ordre est complété par un deuxième destiné à la 3e armée qui « se couvrant vers le nord et le nord-est débouchera vers l'ouest pour attaquer le flanc gauche des forces ennemies qui marchent à l'ouest de l'Argonne ».
Puis Joffre informe le ministre de la Guerre Millerand, réfugié à Bordeaux devant la menace pesant sur Paris : « […] la lutte qui va s'engager peut avoir des résultats décisifs, mais peut aussi avoir pour le pays, en cas d'échec, les conséquences les plus graves. Je suis décidé à engager toutes nos troupes à fond et sans réserve […] ».
Enfin, un ordre du jour est adressé le 6 au matin à toutes les troupes françaises. Cet ordre du jour a été trouvé le 6 au soir par les Allemands sur le champ de bataille près de Vitry, et a été transmis par téléphone du colonel von Werder (de l'état-major de la IIIe armée) au lieutenant-colonel Tappen (de l'OHL).

## Affrontements
La bataille de la Marne se subdivise en cinq batailles plus restreintes, de l'ouest vers l'est :
- la bataille de l'Ourcq ;
- la bataille des Deux Morins ;
- la bataille des Marais de Saint-Gond ;
- la bataille de Vitry ;
- la bataille de Revigny.

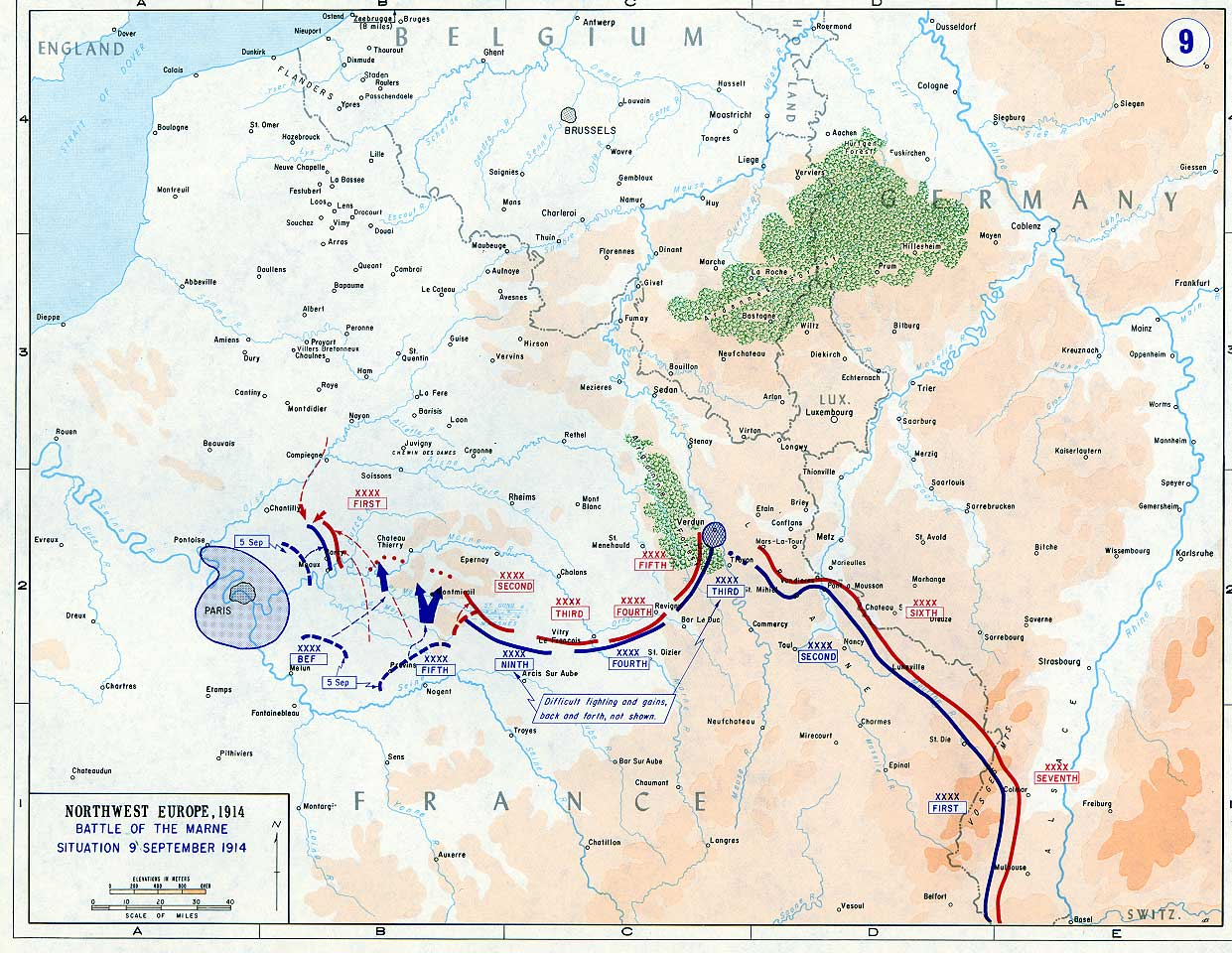
Carte de la bataille, avec les positions au 9 septembre.

Il est admis que c'est de la butte de la Saulorette à Monthyon que la première bataille de la Marne aurait débuté, le 5 septembre 1914 à 12h30. L'armée allemande positionnée de Saint-Soupplets à Monthyon voyant surgir dans la plaine les troupes françaises, décide d'engager le combat par des tirs d'artillerie,.

### Bataille de l'Ourcq
La bataille de l'Ourcq désigne les combats du 5 au 9 septembre sur la rive droite de la Marne, entre Nanteuil-le-Haudouin et Meaux, entre la 6e armée française (commandée par le général Maunoury) et l'aile droite de la Ire armée allemande (du général von Kluck).
La 6e armée française se met en marche vers l'est dès le 4 sur ordre du gouverneur militaire de Paris Gallieni, ses têtes de colonne rencontrant le 5 septembre le IVe corps de réserve allemand (laissé en flanc-garde par Kluck), qui contre-attaque en soirée. Les quatre autres corps de la Ire armée allemande sont alors déjà sur la rive gauche de la Marne, en train de s'aligner sur le Grand Morin : les Français menacent ainsi le flanc mais aussi les arrières de Kluck. Les combats s'amplifient les jours suivants, entre Meaux au sud et Nanteuil-le-Haudouin au nord, du 6 jusqu'au 9 septembre.

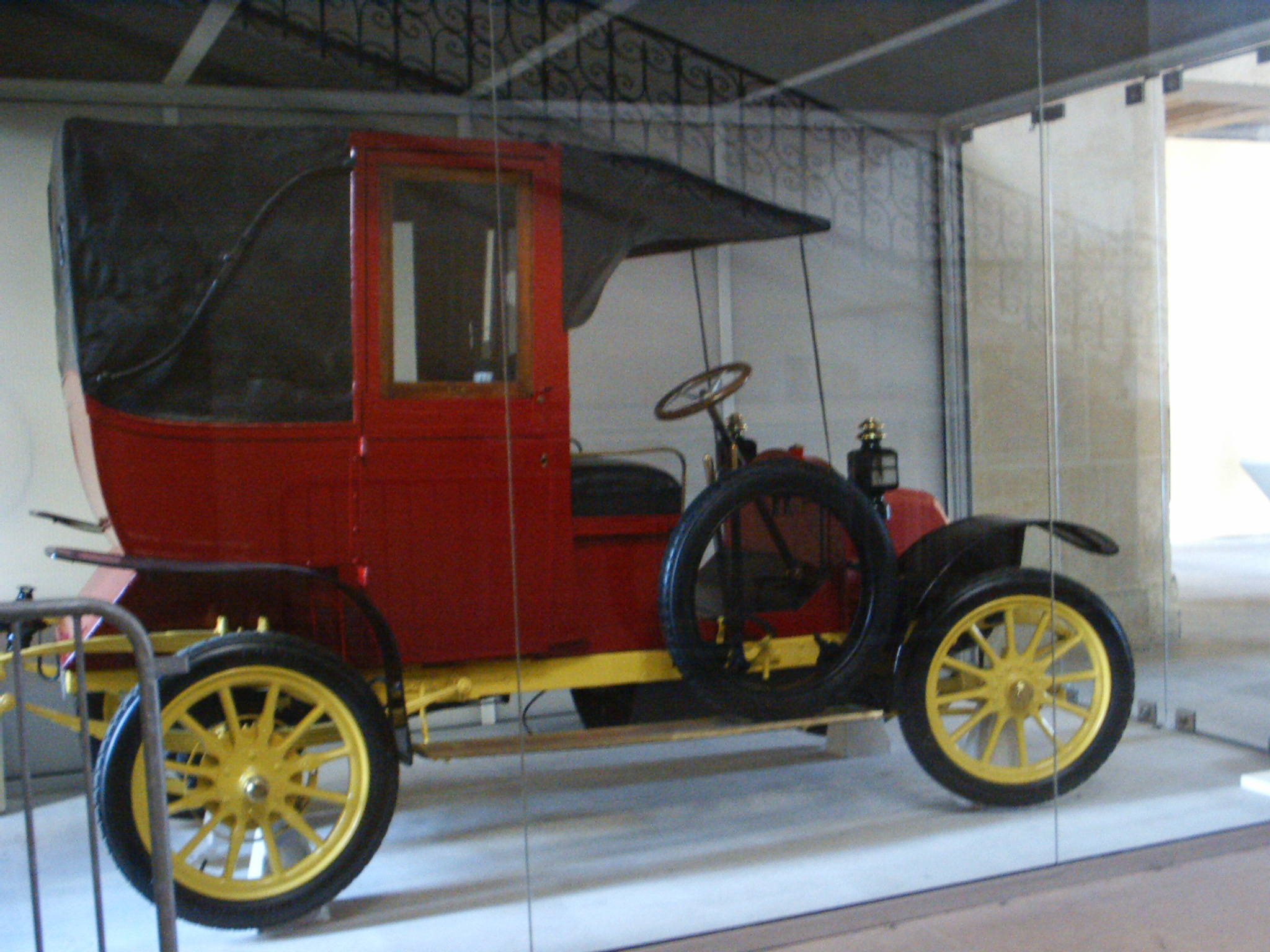
Taxi de la Marne exposé au musée de l'Armée, dans l'hôtel des Invalides de Paris.

Côté allemand, l'état-major de la Ire armée renforce très rapidement son flanc en rappelant le IIe corps qui est arrivé à Coulommiers le 5 : dès le lendemain, il est engagé de part et d'autre du IVe corps de réserve. Le 7, c'est au tour du IVe corps d'armée d'arriver, tandis que les deux derniers corps allemands (IIIe et IXe) retraversent la Marne (ordre du 7 à 10 h 15) : l'ensemble de la Ire armée, qui marchait vers le sud, est ainsi redéployé face à l'ouest. Côté français, face à ces puissantes forces allemandes, la 6e armée reçoit aussi des renforts, cinq divisions envoyées par Gallieni, pour alimenter la bataille : une brigade (de la 7e DI) est même acheminée de Paris à Nanteuil à bord de taxis réquisitionnés.
Le 9, les renforts allemands (le IXe corps) lancent une attaque de Betz vers Nanteuil : la 6e armée française est menacée d'enveloppement par le nord et n'a plus de réserve à engager. Mais à midi, le lieutenant-colonel Hentsch, envoyé par l'OHL, arrive à l'état-major de la Ire allemande et annonce la retraite de la IIe armée depuis le matin. Malgré l'opposition du chef d'état-major Kuhl qui fait état des chances de victoire sur la 6e armée française, le danger sur l'aile gauche oblige la Ire armée à suivre la retraite. Le décrochage allemand se fait dans l'après-midi du 9, les troupes françaises épuisées ne la poursuivant que très lentement.

### Bataille des Deux Morins
La bataille des Deux Morins désigne les combats du 6 au 9 septembre en Brie champenoise, d'abord sur le Grand Morin puis sur le Petit Morin, entre d'une part le corps expéditionnaire britannique (commandé par le maréchal French) et la 5e armée française (du général Franchet d'Espèrey) et d'autre part la gauche de la Ire armée allemande (du général von Kluck) et la droite de la IIe armée (du général von Bülow).

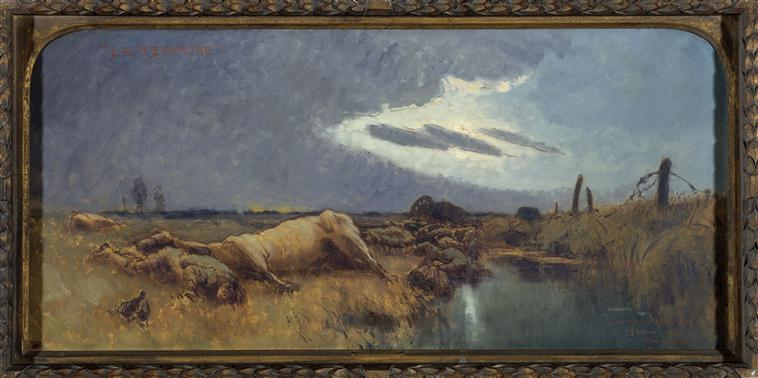
Peinture de Léon Broquet : le Petit Morin près de Talus-Saint-Prix le 10 septembre 1914, bordé par des cadavres.

Côté allemand, le redéploiement de la Ire armée allemande sur la rive droite de la Marne laisse un intervalle de 40 km entre celle-ci et la IIe armée, masqué par les 1er et IIe corps de cavalerie (total de cinq puis quatre divisions), que l'état-major de la Ire armée ordonne de renforcer par deux brigades d'infanterie (ordre du 8 septembre au IXe corps). Ces expédients retardent l'avance prudente des Franco-Britanniques (cinq divisions d'infanterie du BEF, la division de cavalerie britannique et trois divisions de cavalerie françaises, sans compter la gauche de la 5e armée française), le 6 et 7 sur le Grand Morin, le 7 et 8 sur le Petit Morin, le 8 sur le Dolloir et la Marne.
Côté français, le GQG n'identifie la brèche qu'à partir du 8, Joffre envisageant alors d'envoyer les Britanniques au nord de la Marne pour menacer les arrières de la Ire armée allemande, tandis que la 5e armée française doit attaquer au nord de Montmirail. Mais le 8 au soir, Henstch arrive à l'état-major de la IIe armée : le lendemain 9 septembre au matin, le chef d'état-major Lauenstein décide avec lui de faire battre en retraite son armée, qui est menacée sur sa droite, derrière la Marne. Les divisions britanniques franchissent au même moment la Marne à Charly et Nanteuil, tandis que la cavalerie française atteint Château-Thierry.

### Bataille des marais de Saint-Gond
La bataille des marais de Saint-Gond désigne les combats du 6 au 9 septembre, entre Sézanne et Mailly-le-Camp, entre d'une part la 9e armée française (commandée par le général Foch) et d'autre part la gauche de la IIe armée allemande du général von Bülow et l'aile droite de la IIIe armée du général von Hausen.
Dans la nuit du 4 au 5 septembre, Joffre prescrit à Foch d'entreprendre une action offensive sur les troupes allemandes présentes devant son armée. Le 6 septembre, les troupes françaises commencent leur mouvement vers le nord mais sont rapidement contenues par les troupes allemandes. Foch est contraint d'établir des positions défensives et de les protéger.
Du 6 au 8 septembre, les combats sont de plus en plus intenses, sur l'aile gauche, les troupes françaises s'opposent au Xe corps allemand et à une partie du corps de la Garde, plusieurs villages sont pris et perdus plusieurs fois. Au centre du dispositif français, les troupes présentes au nord des marais de Saint-Gond sont rapidement repoussées mais toutes les tentatives du corps de la garde pour franchir les marais sont bloquées. L'aile droite de la 9e armée française, formée par le 11e corps d'armée subit la pression d'une partie du corps de la garde et du XIIe corps de réserve allemand, elle est obligée de se replier hors des villages de Morains-le-Petit, d'Écury-le-Repos et de Normée.
Le XIIe corps de réserve allemand est renforcé par des troupes du XIIe corps d'armée et soutenu par la 2e division de la Garde, au cours d'une attaque de nuit entre le 8 et le 9 septembre, l'aile droite française est enfoncée, entraînant le repli des troupes au centre du dispositif de la 9e armée française. Dans la journée du 9 septembre, Foch prend le contrôle du 10e corps d'armée français, initialement aux ordres de la 5e armée française, sur son aile gauche. Il peut ainsi dégager la 42e division d'infanterie pour se constituer une réserve. L'aile gauche de la 9e armée est fortement attaquée, elle cède le village et le château de Mondement, un point d'observation qui domine le champ de bataille. Le soir même, le 77e régiment d'infanterie soutenu par l'artillerie de la 42e division d'infanterie et par la division marocaine reprend le château.
La 42e division est dirigée vers Fère-Champenoise pour combattre les troupes allemandes qui en débouchent. Le 10 septembre devant la pression de la 5e armée française, la IIe armée allemande entame un mouvement de repli pour éviter l'enveloppement. Ce mouvement entraîne également le repli des troupes de la IIIe armée allemande. Foch et son armée restent maîtres du champ de bataille et entament la poursuite des troupes allemandes.

### Bataille de Vitry

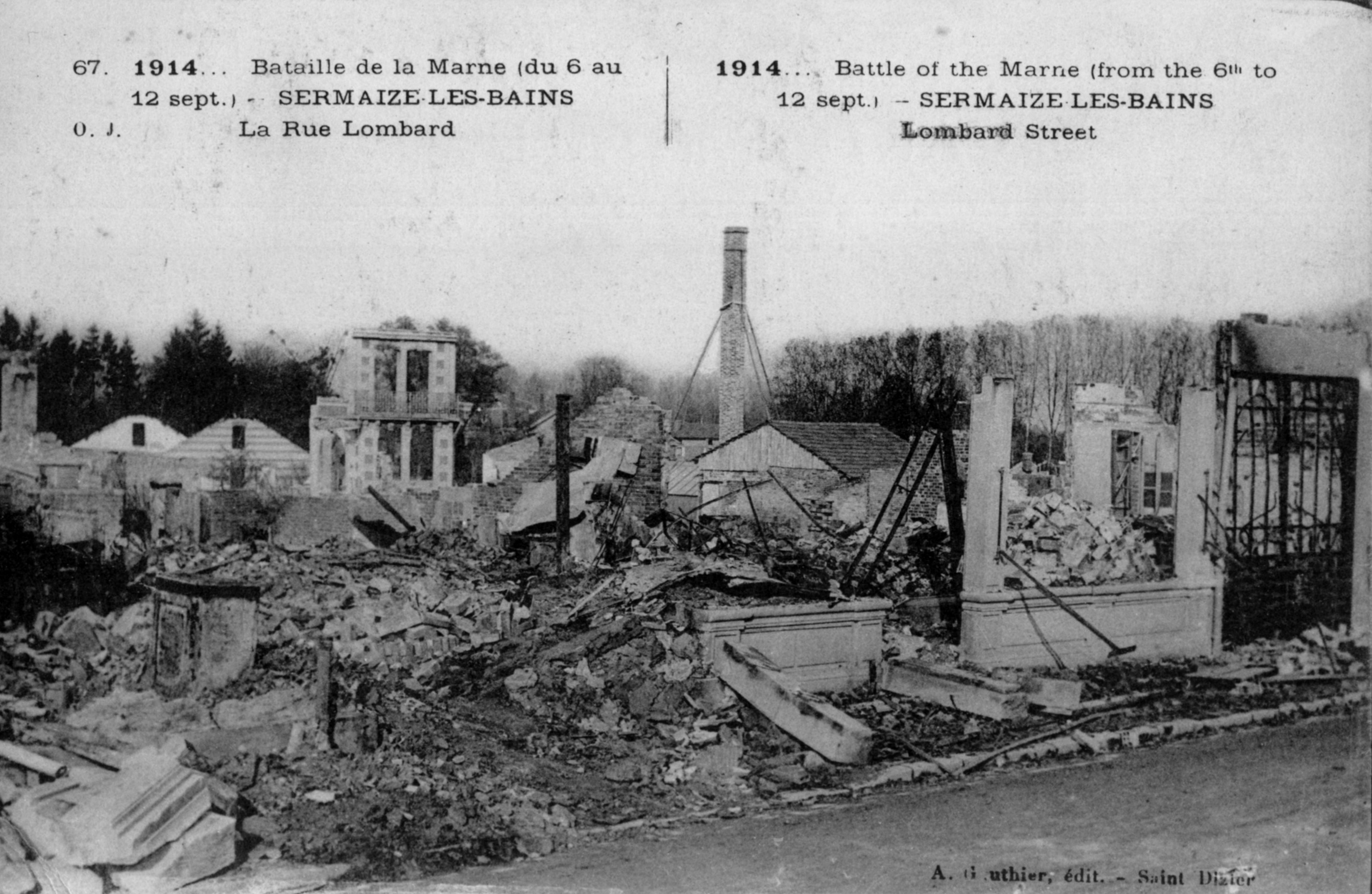
Sermaize-les-Bains : la rue Lombard après la bataille de la Marne (carte postale ancienne).

La bataille de Vitry désigne les combats du 6 au 10 septembre en Champagne crayeuse, de part et d'autre de la ville de Vitry-le-François entre l'aile gauche et le centre de la 4e armée française commandée par le général de Langle de Cary et l'aile droite de la IVe armée allemande du duc de Wurtemberg et l'aile gauche de la IIIe armée allemande du général von Hausen.
Les attaques allemandes au centre du dispositif de la 4e armée française entraînent le resserrement de sa ligne de front, le 17e corps d'armée initialement chargé de la liaison avec la 9e armée française est contraint de prêter main-forte aux troupes attaquées. Ce mouvement est masqué dans un premier temps par la 9e division de cavalerie puis à partir du 8 septembre par l'arrivée des Vosges du 21e corps d'armée. Ce renfort permet d'attaquer la IIIe armée allemande puis de commencer l'enveloppement de la IVe armée allemande à partir du 10 septembre.

### Bataille de Revigny
La bataille de Revigny désigne les combats du 6 au 12 septembre au sud de l'Argonne, autour de Revigny-sur-Ornain, entre l'aile droite de la 4e armée française formée du 2e corps d'armée, l'aile gauche de la 3e armée française commandée par le général Sarrail et l'aile gauche de la IVe armée allemande et de la Ve armée allemande (du prince-héritier de Prusse).
Les troupes allemandes tentent au cours de cette bataille de percer les lignes françaises en lançant des combats frontaux très meurtriers. Les troupes françaises sous la pression sont contraintes d'adopter une posture défensive, l'arrivée du 15e corps d'armée en provenance de Lorraine permet au général Sarrail de renforcer son aile gauche malmenée par les attaques allemandes et d’empêcher la rupture du front.
Le 10 septembre, la IIe armée allemande, menacée d'enveloppement par la 5e armée française, commence sa manœuvre de repli, entraînant avec elle le retrait de la IIIe armée allemande. Le 12 septembre, le centre de la 4e armée française entame un mouvement de débordement obligeant la IVe armée allemande à rompre le combat et à se replier sur une ligne défensive au-delà de l'Argonne. La Ve armée allemande également menacée est contrainte de se replier en passant entre le massif de l'Argonne et la place fortifiée de Verdun.

## Suites et conséquences

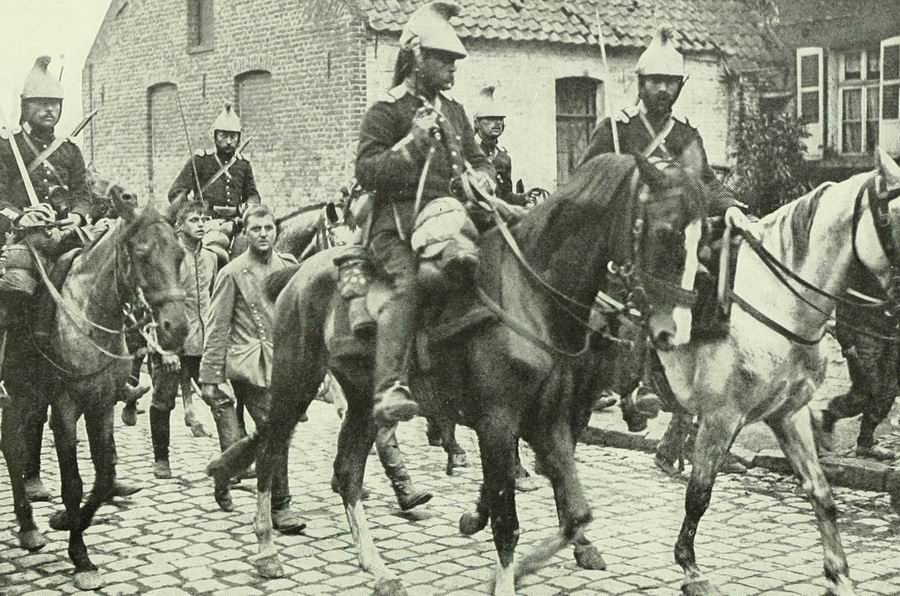
Cavalerie française encadrant des prisonniers allemands.

Le coup d'arrêt de la Marne marque l'échec de la manœuvre allemande à travers la Belgique et le Nord de la France (surnommée « plan Schlieffen »). Mais, selon le mot du général Chambe, alors jeune officier de cavalerie, « ce fut une bataille gagnée mais une victoire perdue » : en effet, si les armées franco-britanniques mettent alors un terme à l'avancée irrésistible des armées allemandes commandées par Moltke, elles ne peuvent ou ne savent exploiter cet avantage en repoussant ces armées hors du territoire français. D'une part, les troupes françaises sont trop épuisées et affaiblies pour se lancer dans une poursuite. D'autre part, l'État-Major allemand a redéployé une partie de ses forces, envoyant de Lorraine plusieurs corps d'armée en renfort sur leur aile droite.
L'aile droite allemande s'arrête dès le 13 septembre, s'installant sur les rives de l'Aisne : les attaques française et britannique n'arrivent pas à les repousser lors de la bataille de l'Aisne et cette partie du front se stabilise en s'enterrant dans des tranchées.
Les belligérants recherchent alors la décision par une série de tentatives mutuelles d'enveloppement vers l'ouest, puis vers le nord, qui les mènent jusqu'aux rives de la mer du Nord, lors des combats appelés la « course à la mer » (septembre à novembre 1914).

## Historiographie

### Point de vue français
Le rôle d'initiateur de la bataille est attribué soit à Joffre, soit à Gallieni. Plusieurs généraux (Foch, Pétain, Dubail, Fayolle,Franchet d'Espèrey...) attribuèrent la victoire à Joffre ; selon Pétain « Que cela plaise ou non, Joffre est à jamais le vainqueur de la Marne ».

L'historien militaire Remi Porte explique que la victoire de la bataille est la conséquence des mesures prises sur ordre du général Joffre
La victoire de la Marne n’est ni la conséquence des seules erreurs d’appréciation allemandes, ni un « miracle » comme voudrait le laisser croire une littérature plaçant de toute éternité la France sous la protection de Dieu, ni le résultat des succès particuliers d’une armée par rapport à une autre, mais bien la conséquence des mesures prises sur ordre de Joffre à l’échelle de l’ensemble du front.
Elle a été rendue possible par l’abnégation dont firent preuves officiers, sous-officiers et soldats, en dépit des fatigues endurées depuis plusieurs semaines. On répète souvent la célèbre formule de von Kluck, selon laquelle « que des hommes ayant reculé pendant dix jours, que des hommes couchés par terre à demi morts de fatigue puissent reprendre le fusil et attaquer au son du clairon, c’est là une chose avec laquelle nous n’avions jamais appris à compter ».

Mais les armées allemandes résistèrent, contre-attaquèrent, menacèrent parfois de repousser les Français, comme dans le secteur de Foch. Les causes de la victoire finale sont enfin à rechercher dans l’épuisement relatif de l’ennemi qui fut contraint de laisser en arrière au cours de sa progression un certain nombre de grandes unités et dont la logistique trop distendue devint moins performante.
Selon le général Léon Zeller, chef d’état-major dans une division, qui analyse la victoire de la Marne
« Nous avons tous dit que le général Joffre avait une prodigieuse faculté “d’encaisser”, et ce verbe paraît inventé pour les besoins de la cause : subir les coups du sort, ceux de l’ennemi, ceux des mécontents, sans agitation, sans fièvre ni dépression, sans insomnie, et cependant ne verser ni dans l’apathie ni dans le fatalisme, choisir tranquillement entre les solutions possibles la plus simple, la plus efficace, communiquer à ceux qui vous approchent sa foi dans l’avenir. [...]
Je me permets de résumer les conversations qui se tiennent depuis quinze ans, à propos de ces grands chefs eux-mêmes, dans les milieux militaires que, par mon âge et ma situation, j’ai fréquentés :
“Mettez Foch à la place de Joffre en 1914, et la partie se serait jouée en vitesse, bien ou mal, mais avec de très lourdes pertes, à cause de notre pauvreté en moyens matériels.

Mettez Pétain, et nous aurions fourni une superbe résistance... dans le Massif central".
À l’occasion de la mort du maréchal, le colonel Fernand Feyler, chroniqueur et théoricien militaire suisse, qui sur de nombreux points n’avait pas été tendre avec Joffre pendant le conflit, évoquera dans le Journal de Genève du 5 janvier 1931 les analyses de la bataille faites depuis la fin de la guerre par les vaincus, à l’occasion d’exercices sur carte en particulier :
« On a fait et refait en Allemagne la bataille de la Marne. [...] On a examiné à la loupe tous les gestes, tous les actes, toutes les résolutions des acteurs, se demandant comment on aurait dû agir et penser pour imprimer au fatal événement un autre cours.

Mais la victoire n’a pas changé de camp. Le jugement est resté vrai du chef d’état-major de Guillaume II, le feld-maréchal von Moltke : “Sire, nous avons perdu la guerre" ».
Charles Péguy est mort au combat à Villeroy le 5 septembre. Le père de l'écrivain Albert Camus est mort des blessures subies lors de cette bataille.

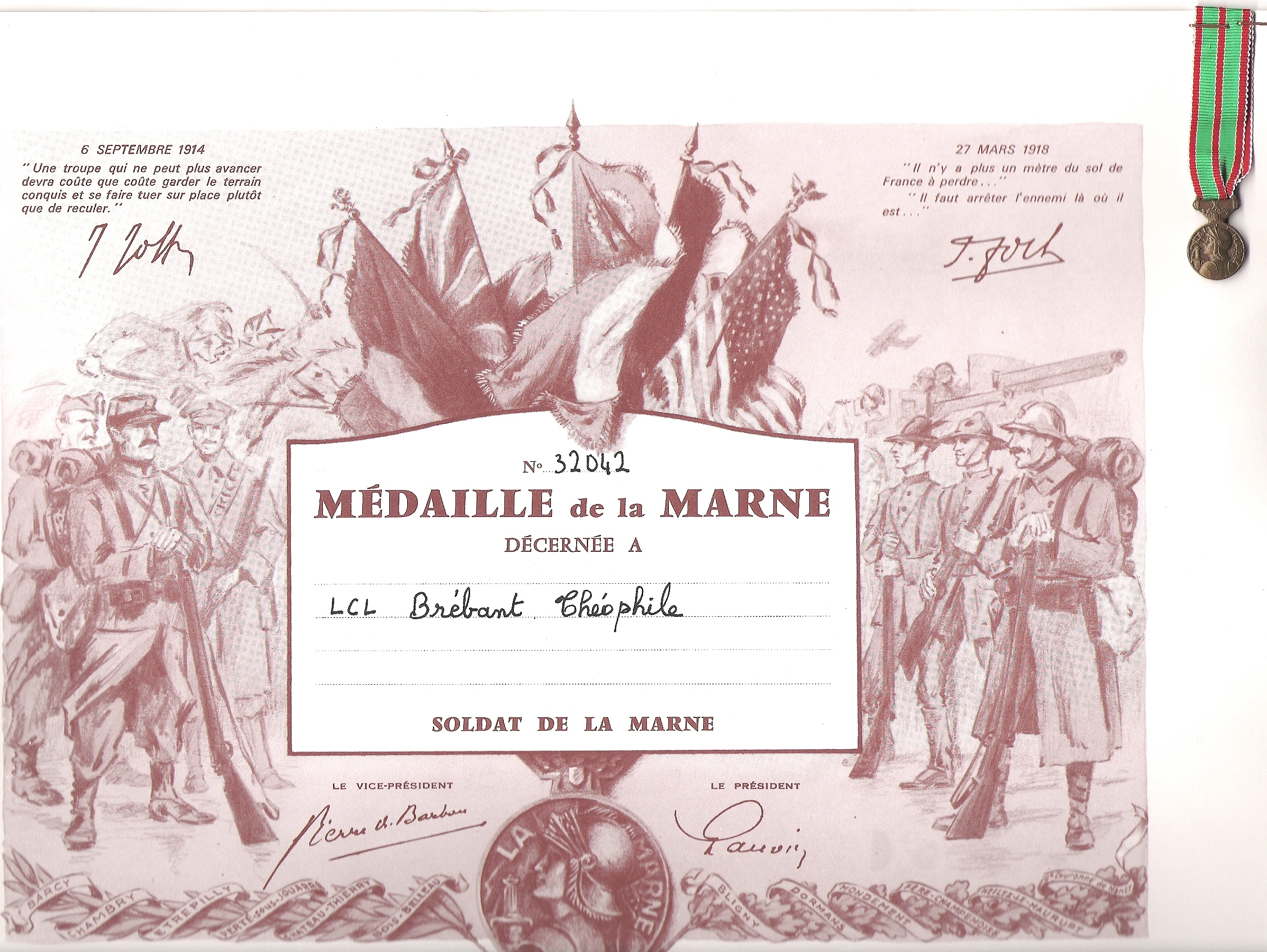
Diplôme de la bataille de la Marne décerné au lieutenant Brébant du 48e RI.
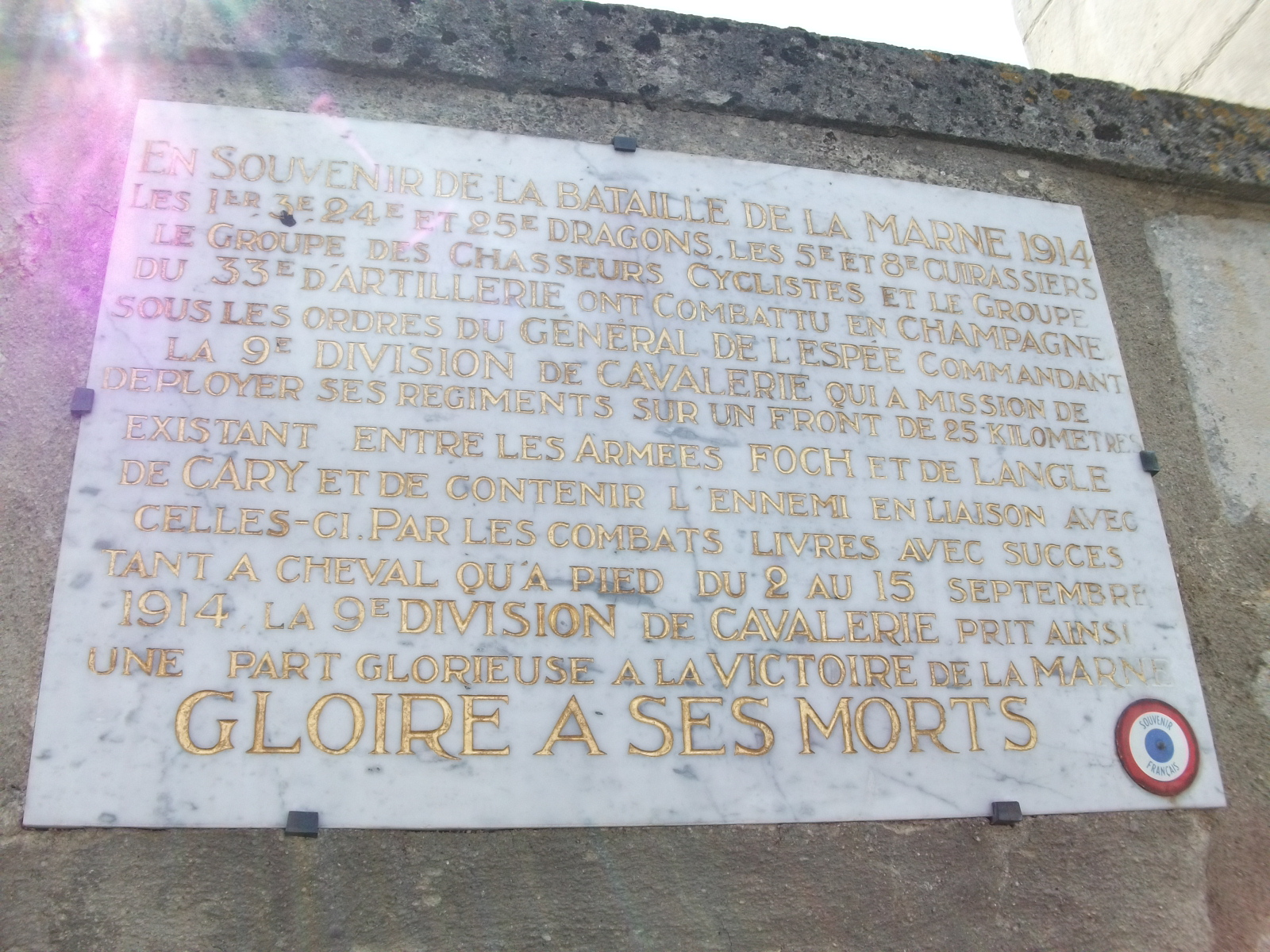
Plaque commémorative du combat de la 9e division de cavalerie commandée par le général de l'Espée lors de la première bataille de la Marne.
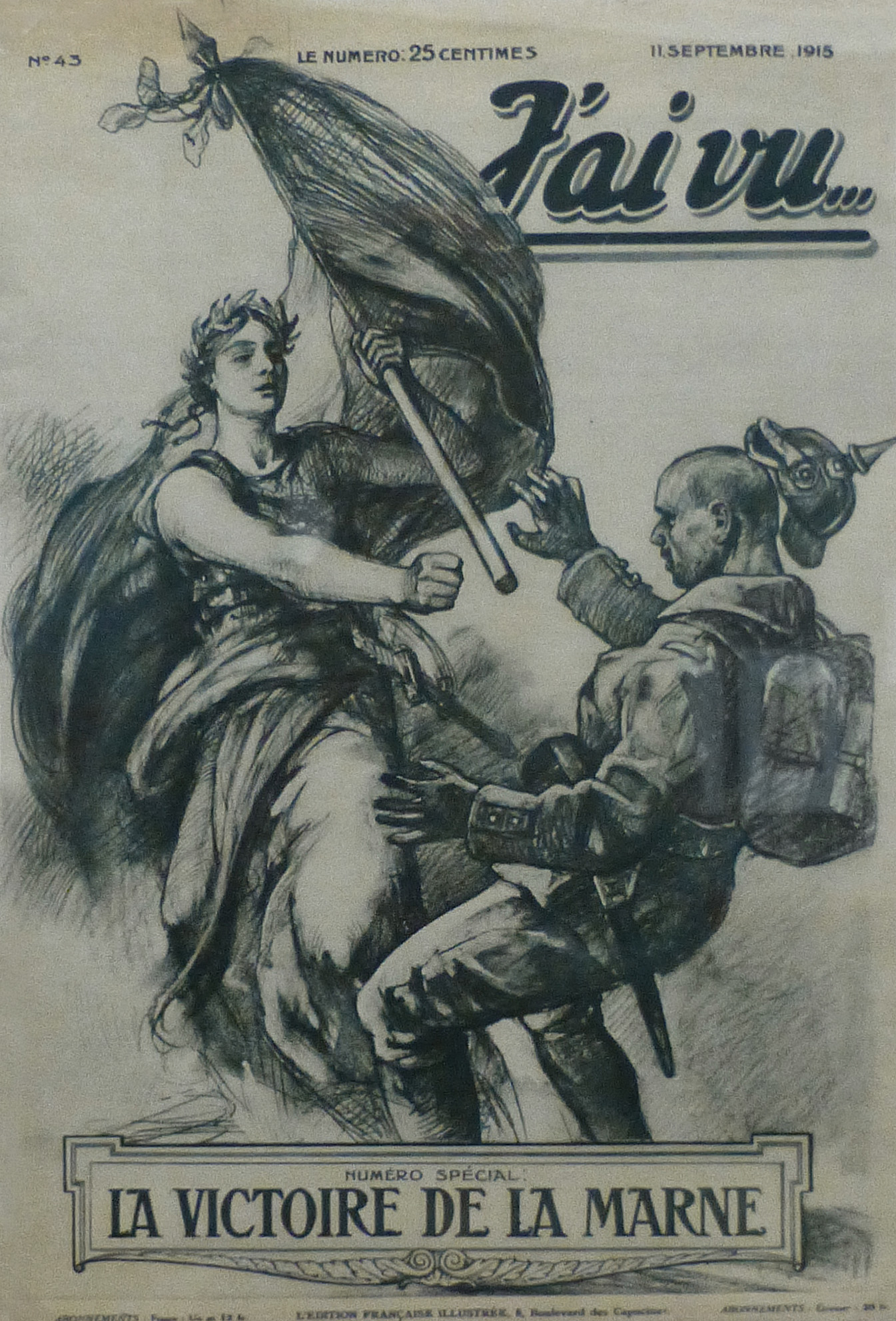
Numéro spécial de J'ai vu... : « La victoire de la Marne »[51].

### Point de vue allemand

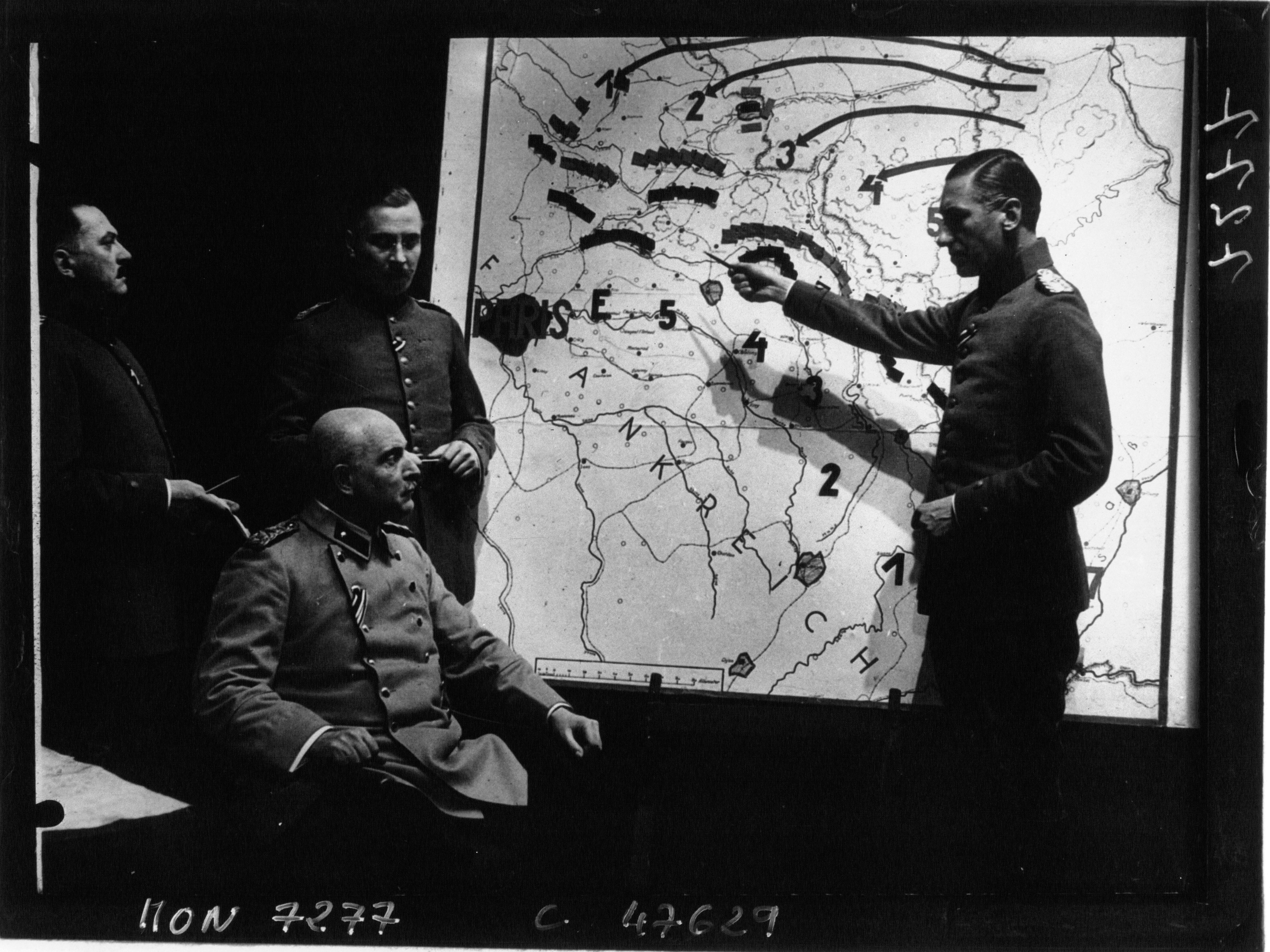
Pièce de théâtre La bataille de la Marne jouée à Berlin en février 1933.

La principale victime du résultat de la bataille de la Marne est Moltke. En modifiant le plan Schlieffen en renforçant l'aile gauche allemande, puis en dispersant des forces de l'aile droite (le VIIe corps d'armée de réserve est stationné vers Anvers ; le corps de réserve de la Garde et le XIe corps d'armée sont envoyés sur le front russe), il a affaibli son aile droite qui se retrouve en infériorité numérique par rapport aux armées alliées. Malade, Moltke est remplacé à la tête des armées allemandes par Falkenhayn à partir du 13 septembre. Hausen identifie un problème de transmission des ordres : durant le mois d'août et le début du mois de septembre, le grand quartier général a été déplacé à Coblence, puis à Luxembourg, trop éloignés de la ligne de front pour que les ordres puissent arriver à temps et avoir un impact réel sur la tenue des combats, laissant les commandants d'armée indépendants. Il met également en avant la nécessité de former des groupes d'armées afin de coordonner les actions des armées sur un même champ de bataille. Il prend en exemple la IIIe armée allemande qui, faute d'objectifs clairs, a passé la plus grande partie des mois d'août et de septembre à soutenir la IIe ou la IVe armée allemande.
Il existe une controverse sur l'identité de la personne qui a ordonné le repli des différentes armées allemandes. L'envoyé de Moltke sur le front de l'Ouest, le lieutenant-colonel Hentsch, est cité comme le principal donneur d'ordres par les différents protagonistes dans leurs écrits après la guerre. Ce dernier disparaît en février 1918 et ne peut donc donner son point de vue. Bülow reproche à Kluck sa volonté d'obtenir un succès tactique sur le corps expéditionnaire britannique en contrevenant aux ordres de flanc-garder l'aile marchante allemande. Le retrait des IIIe et IXe corps d'armée en pleine journée, au cours des combats pour renforcer la Ire armée allemande sur l'Ourcq, a non seulement galvanisé les troupes alliées mais a ouvert dans le dispositif allemand une brèche de près de 50 km. Cette brèche s’élargit quand Bülow replie son aile gauche pour éviter d'être contourné.
En accord avec Hentsch, il décide le 9 septembre de démarrer le repli de son armée, en expliquant que son retrait permettrait à la Ire armée allemande de se lier à son armée aux environs de Fismes. À la Ire armée, le repli n'est pas envisagé dans un premier temps, Kluck considère que son armée a le temps de détruire la 6e armée française et de se redéployer pour faire face aux troupes britanniques. Mais devant le repli de la IIe armée allemande et au vu de la progression des troupes alliées, il décide d'entamer le repli de l'armée.
Hausen pour sa part considère que les actions des armées alliées ont davantage pesé sur la IIe que sur la Ire armée. Il indique avoir reçu un message du quartier-général de la IIe armée l'informant que devant l'absence de nouvelles de la Ire armée, la IIe armée était dans l'obligation de se replier vers la Vesle.
En réaction à la victoire franco-britannique lors de cette bataille, les prises de décision de l'empereur d'Allemagne furent mises à mal, ce qui provoqua en Allemagne la rédaction spontanée d'un manifeste par 93 intellectuels germaniques de renommée internationale, le 4 octobre 1914. Ce document avait pour fonction de montrer au monde entier le soutien univoque de la classe dirigeante et des intellectuels allemands à leur souverain Guillaume II.

### Objet d'histoire contrefactuelle
En raison de son influence décisive sur le déroulement de la campagne, et donc de la guerre, la bataille de la Marne a fait l’objet de nombreuses hypothèses contrefactuelles, proposant généralement un scénario de victoire allemande, dans la continuité de l’historiographie des années 1920 et 1930 : « Si la voiture du pessimiste lieutenant-colonel Hentsch s’était écrasée sur un arbre quelque part au cours de son voyage du 8 septembre, nous aurions eu deux semaines plus tard un cessez-le-feu et ultérieurement obtenu une paix dans laquelle nous aurions pu demander n’importe quoi », écrivait en 1965 un ancien aide de camp de Bülow. On trouve également ce point de bifurcation dans la pièce de théâtre La Bataille de la Marne, illustrée ci-dessus.
Une telle inversion des résultats de la mission Hentsch est également à l’origine du récit contrefactuel de l’uchronie L’autre siècle, pour lequel : « Le lieutenant-colonel Hentsch, représentant du grand état-major allemand, joua ici un rôle déterminant : s’étant persuadé sur place que l’adversaire était au bord de la rupture, il poussa à la décision de maintenir la pression en interdisant toute retraite ». En conséquence, « partout donc, mais à des moments différents selon les emplacements et les unités, l’ensemble de la ligne française a fini par céder après le 9 septembre. La défaite entraîne une seconde retraite, plus éprouvante encore que celle qui avait suivi la bataille des frontières, un mois auparavant ».
Cette thèse uchronique a été contestée : on peut considérer en effet qu’une prolongation de l’offensive allemande le 9 septembre se serait traduite par une plus lourde défaite pour les armées de Kluck et Bülow, « une Bérézina sur l’Ourcq ». Il est difficile d’imaginer une victoire allemande sur la Marne sans forces supplémentaires, qui auraient pu être les deux corps d’armée prélevés pour la Prusse-Orientale le 25 août, le corps de réserve de la Garde en soutien de la Ire armée, face à Maunoury, et le XIe corps saxon en renfort de la IIIe armée, de Hausen, qui aurait ainsi pu percer le front de Foch.

## Le miracle de la Marne

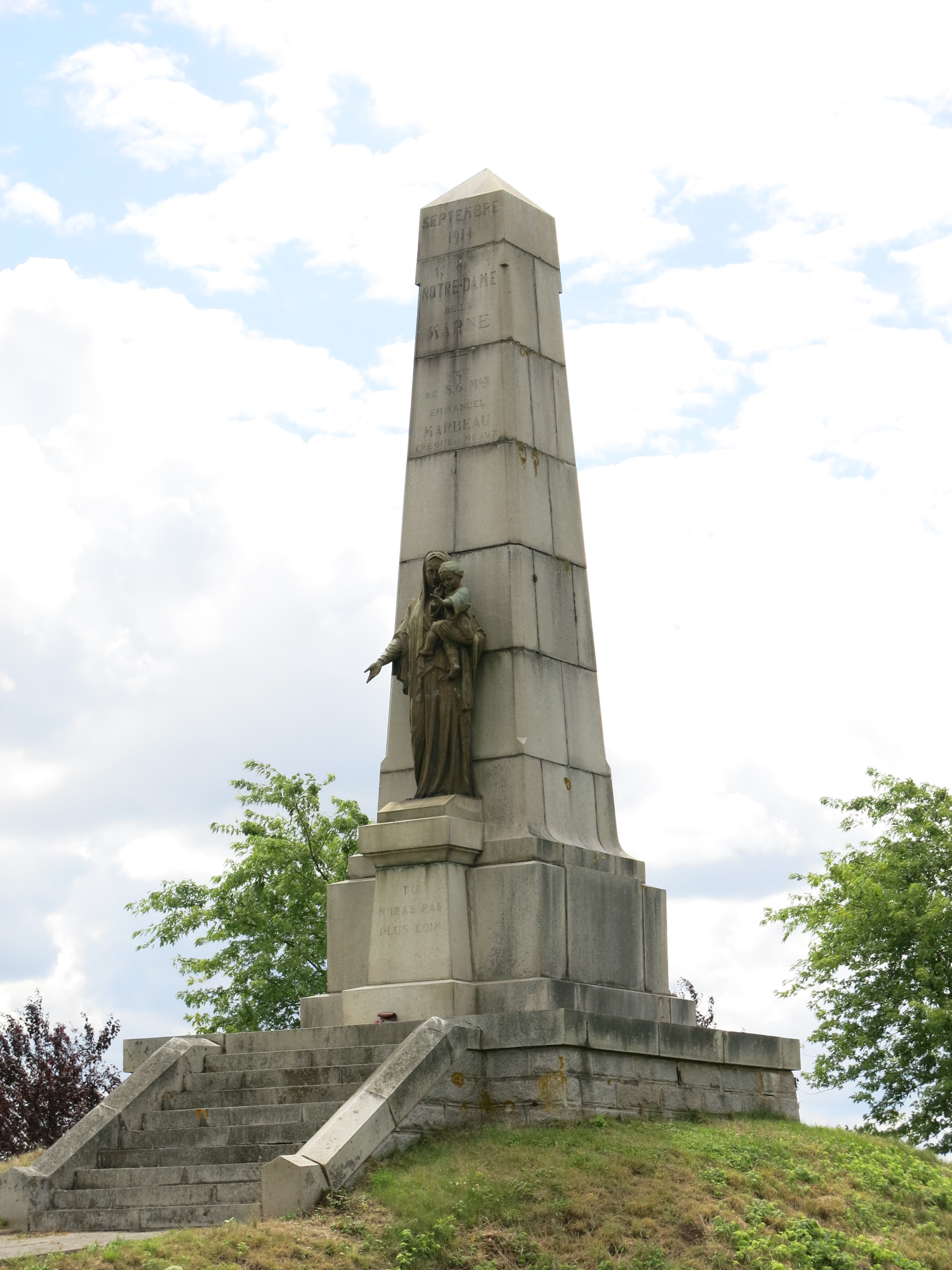
Monument de Notre-Dame-de-la-Marne avec l'inscription : Tu n'iras pas plus loin.

Le Dictionnaire des « apparitions » de la Vierge Marie indique que l'échec de l'offensive allemande tiendrait pour partie d'un miracle divin. Le 3 janvier 1915, un prêtre allemand engagé comme soldat raconte : « Nous vîmes la Sainte Vierge toute habillée de blanc, avec la ceinture bleue, inclinée vers Paris... Elle nous tournait le dos et, de la main droite, semblait nous repousser. » Deux officiers allemands crurent reconnaître cette « apparition surnaturelle » qui leur avait barré la route en contemplant une statue de Notre-Dame de Lourdes, et une infirmière d'Issy-les-Moulineaux raconte qu'un Allemand, décrivant le phénomène alors qu'il recevait l'extrême-onction, disait « [qu']une Vierge... se tenait devant nous, les bras tendus, nous repoussant chaque fois que nous avions l'ordre d'avancer… ». Il débattait avec ses compagnons de son identité, se demandant si c'était Jeanne d'Arc ou Geneviève de Paris.
Après la bataille, sur la foi de ces témoignages, l'évêque de Meaux Emmanuel-Jules-Marie Marbeaux demanda qu'un monument commémoratif soit édifié. Il le sera en 1924 et sera l'objet de nombreux pèlerinages. L’édifice est en granit et en fonte et représente la Vierge Marie avec l’inscription « Tu n’iras pas plus loin ». Le Dictionnaire sus-cité reste néanmoins critique sur cette apparition mariale car les témoignages ne s'accordent pas tous et sont anonymes.

## Bilan
La bataille de la Marne signe l'échec du plan Schlieffen. Les Allemands, après des succès indéniables remportés en Belgique et dans le Nord de la France, ne sont pas parvenus à prendre Paris. Sur le million d'hommes engagés de part et d'autre, on estime les pertes, dans chaque camp, à près de 250 000 tués, blessés et disparus, auxquels s'ajoutent plus de 15 000 prisonniers allemands qui iront remplir les premiers camps de détention. La bataille de la Marne, au cours de laquelle les fameux taxis ont joué un rôle pittoresque mais peu décisif, met un coup d'arrêt à l'offensive allemande et voit s'évanouir l'espoir d'une guerre fraîche, joyeuse — et courte. Les pertes ont été extrêmement sévères, bien plus importantes que les états-majors ne l'avaient prévu. Les deux camps vont à présent se lancer dans ce que l'on a appelé « la course à la mer ». La Première Guerre mondiale ne fait que commencer et va bientôt entrer dans une véritable impasse.